# Харрис, Майкл
Майкл Дарнелл Харрис (англ. Michael Darnell Harris; 7 марта 1963, Маскигон, штат Мичиган) — американский серийный убийца, совершивший в период со 2 ноября 1981 года по 4 декабря 1982 года как минимум одно изнасилование и как минимум четыре убийства пожилых женщин на территории городов Лансинг, Ипсиланти, Анн-Арбор (штат Мичиган). Следствием Харрис подозревался в совершении ещё нескольких.  В 1983 и 2003 годах, Майкл Харрис был осуждён и приговорён к пожизненному лишению свободы без права на условно-досрочное освобождение. Свою вину Харрис не признал и в течение последующих десятилетий после ареста настаивал на своей невиновности. В середине 2010-х годов ДНК-экспертиза установила, что биологические следы, оставленные на месте совершения убийства первой жертвы не принадлежат Майклу Харрису. По словам его адвокатов, этот первый обвинительный приговор повлиял на все последующие судебные процессы Харриса, после чего Департамент Полиции штата Мичиган начал расследование по установлению факта фальсификации доказательств по уголовным делам Харриса и факта фальсификации результатов оперативно-розыскной деятельности, которое завершилось безуспешно для Харриса, однако факт виновности Харриса после этого стал оспариваться и многими подвергаться сомнению.

## Ранние годы
Майкл Дарнелл Харрис родился 7 марта 1963 года. Был старшим ребёнком в семье из 5 детей. Детство Харрис провёл в городе Маскигон. Согласно его свидетельствам, в этот период он рос и воспитывался в социально-благополучной обстановке. В 1973 году его мать нашла высокооплачиваемую работу в госпитале для ветеранов войн, расположенном в городе Анн-Арбор, куда вскоре семья переехала вместе с отчимом Майкла. В середине 1970-х Харрис вступил в социальный конфликт со своим отчимом, который стал подвергать Майкла агрессии и физическому насилию, благодаря чему Майкл в этот период стал демонстрировать деструктивное поведение. В конце 1970-х Харрис бросил школу и стал много времени проводить на улице, ночуя у друзей, знакомых и в приютах для бездомных. В 1980 году он покинул Анн-Арбор и переехал в город Лансинг, где познакомился с девушкой, которая родила ему дочь. На протяжении двух последующих лет, Харрис испытывал материальные трудности, вынужден был заниматься низкоквалифицированным трудом и вести бродяжнический образ жизни.

## Разоблачение
Майкл Харрис был арестован7 декабря 1982 года в одном из приютов для бездомных в городе Джэксон (штат Мичиган). Ему было предъявлено обвинение в проникновении на территорию частной собственности 68-летней Ленор Найрхардт, где он совершил на неё нападение, в ходе которого избил и изнасиловал её.
После ареста Харрис попал в число подозреваемых в совершении убийств 85-летней Мэрджори Апсон и 84-летней Лоис Кобник, которые были изнасилованы и задушены 28 сентября и 30 сентября 1982 года соответственно на территории города Ипсиланти. Также он подозревался в совершении убийств на территории города Лансинг: 79-летней Эдны Рикэрт, которая была изнасилована и задушена 18 октября 1980 года; 83-летней Эдит Кроссет, которая была убита 14 февраля 1981 года; 79-летней Улы Керди, которая также была изнасилована и задушена 2 ноября 1981 года и 79-летней Деннис Суонсон, которая была убита 30 ноября 1981 года. Помимо этого, Харрис попал в число подозреваемых в совершении убийства 91-летней Флоренс Белл, которая жила непоёалеку от дома Мэрджори Апсон и была найдена убитой с перерезанным горлом в своем доме 8 января 1982 года. Подозрения в адрес Майкла Харриса усилились после того, как было установлено что в период проживания его на территории города Лансинг - в городе были зафиксированы 8 нападений на пожилых женщин, сопряженных с изнасилованиями, которые прекратились после того как Харрис в октябре того же года покинул Лансинг и переехал в Джэксон, где вскоре началась аналогичная серия нападений.
14 декабря в ходе процедуры визуального опознания, Майкл Харрис был опознан 68-летней Ленор Найрхардт в качестве её насильника. Харрис свою вину не признал и заявил что на момент совершения преступления 4 декабря 1982 года он находился в приюте для бездомных, что впоследствии было подтверждено рядом других обитателей приюта.
12 января 1983 года Харрису было предъявлено обвинение в совершении убийства 78-летней Улы Керди на основании криминалистическо-дактилоскопической экспертизы, по результатам которой отпечатки его пальцев были обнаружены на стуле в комнате, где была убита женщина. По ходатайству его адвокатов ему была назначена судебно-психиатрическая экспертиза в психиатрической клинике «Center for Forensic Psychiatry», расположенной в городе Ипсиланти, по результатам которой в марте того же года он был признан вменяемым, после чего ему было предъявлено обвинение в совершении убийства 82-летней Денис Суонсон.
28 марта 1983 года Майкл Харрис предстал перед судом по обвинению в нападении и изнасиловании 68-летней Ленор НайрХардт. Во время судебного процесса в качестве улик, изобличающих Харриса в совершении изнасилования, прокуратура предоставила результаты криминалистической экспертизы, на основании которых группа крови преступника, оставившего свою семенную жидкость на теле Найрхардт совпадала с группой крови Харриса, а также кошачья шерсть, волоски которых по своему виду и структуре соответствовали волоскам шерсти двух кошек, обитавших в доме Ленор Найрхардт. Кроме этого, в качестве свидетелей обвинения выступили 19 человек, включая саму пострадавшую, которые опознали в суде Майкла Харриса как человека, который совершил нападение и находился поблизости от места совершения преступления 4 декабря 1982 года.
4 апреля того же года Харрис совершил попытку самоубийства, пытаясь повеситься в своей камере на верёвке, сделанной из разорванной ткани своего спального матраса. После того как верёвка, не выдержав его веса, оборвалась, другие заключённые окружной тюрьмы вызвали сотрудников охраны, после чего Майкл Харрис был подвергнут медицинскому освидетельствованию и этапирован в психиатрическую клинику «Ypsilanti Regional Psyhyatric hospital» для прохождения курса лечения от депрессии.
19 мая того же года он был признан виновным в совершении нападения и изнасилования Ленор Найрхардт, после чего ему было назначено уголовное наказание в виде 90 лет лишения свободы с правом условно-досрочного освобождения по отбытии 60 лет тюремного заключения. Во время оглашения приговора Харрис не проявил никаких эмоций.
После прохождения курса лечения, Харрис в июле 1983 года предстал перед судом по обвинению в совершении убийства 82-летней Денис Суонсон и 78-летней Улы Керди. 27 сентября того же года он был признан виновным в совершении убийства Улы Керди, после чего суд 24 октября 1983 года назначил ему уголовное наказание в виде пожизненного лишения свободы без права на условно-досрочное освобождение.
3 ноября того же года Майкл Дарнелл Харрис был признан виновным в совершении убийства Денис Суонсон, после чего 30 ноября 1983 года суд приговорил его ещё к одному сроку в виде пожизненного лишения свободы без права на условно-досрочное освобождение.
Всего же Харрис подозревался в убийстве 9 пожилых женщин, совершённых в период с 18 октября 1980 года по 30 сентября 1982 года.

## В заключении
После осуждения Майкл Харрис был этапирован в тюрьму «Muskegon Correctional Facility», расположенную в городе Маскигон. В конце 1990-х годов было проведено ДНК-тестирование образцов семенной жидкости, которая была обнаружена на телах Мэрджори Апсон, Лоис Кобник и 91-летней Флоренс Белл. Результаты тестирования позволили установить, что генотипический профиль преступника совпадал с генотипическим профилем Майкла Харриса, на основании чего в декабре 2001 года Харрису было предъявлено обвинение в совершении ещё трёх убийств. Во время судебного процесса по обвинению в убийстве Апсон, в феврале 2003 года, прокуратура представила доказательства, касающиеся убийства Лоис Кобника, а во время судебного процесса над Харрисом в ноябре 2003 года по делу об убийстве Кобник прокуратура представила доказательства убийства Апсон. Во время обоих судебных процессов суду также были представлены доказательства убийства 91-летней Флоренс Белл. В конечном итоге в конце 2003 года, Майкл Харрис был признан виновным в совершении обоих убийств и был приговорён к ещё двум срокам пожизненного лишения свободы без права на условно-досрочное освобождение. В связи с многочисленными пожизненными приговорами, обвинение в совершение убийства Флоренс Белл Харрису предъявлено не было. Все последующие годы Харрис продолжал настаивать на своей невиновности и регулярно подавал апелляции, обвиняя  полицию и судебно-медицинских экспертов в том, что они сфабриковали доказательства против него, поместив образцы его крови на предметы, найденные на месте преступления, после чего выделили его ДНК. Харрис отмечал, что предметы, содержащие биологические следы преступника, как и образцы крови Харриса не были продемонстрированы присяжным заседателям на судебных процессах, а ходатайства его адвокатов о проведении независимого ДНК-тестирования биологических образцов были отклонены. Однако все апелляции Харриса были признаны необоснованны и также были отклонены.
В 2015 году Харрис обратился к окружному судье округа Ингем Розмари Акилин с просьбой провести ДНК-тестирование семенной жидкости, обнаруженной на поясе Улы Курди, которую по версии следствия оставил преступник. Тестирование было проведено в начале 2016 года. По результатам тестирования было установлено, что ДНК преступника не совпадает с ДНК Майкла Харриса и соответствует другому человеку. Результаты ДНК-тестирования вызвали общественный резонанс, благодаря чему Майкл Харрис получил вторую волну известности, а его виновность стала подвергаться сомнению. После этого Департамент полиции штата Мичиган начал расследование по установлению факта фальсификации доказательств по уголовным делам Харриса и факта фальсификации результатов оперативно-розыскной деятельности, а окружной суд округа Ингем назначил на 23 сентября 2016 года слушание для рассмотрения новых доказательств, которые могли бы отменить обвинительный приговор 53-летнему Майклу Харрису в совершении убийства 77-летней Улы Курди. Помимо результатов ДНК-тестирования адвокаты Харриса настаивали на отмене обвинительного приговора на основании того, что стул из дома Улы Керди, где был обнаружен отпечаток ладони Харриса, был возвращен полицией членам семьи убитой женщине до начала судебного процесса,  вместо того, чтобы быть сохраненным в качестве вещественного доказательства во время судебного разбирательства.  Также возникли споры о расовой предвзятости в деле его осуждения.  Расовая дискриминация была отмечена при отборе присяжных заседателей, где в конечном итоге из 12 выбранных человек не было ни одного чернокожего.
В начале 2017 года по ходатайству прокуратуры округа Ингем было проведено повторное ДНК-тестирование, по результатам которого на месте убийства Улы Керди была обнаружена ДНК Майкла Харриса, на основании чего 27 сентября окружной судья округа Ингем Розмари Акилин отклонила слушание о рассмотрении доказательств, тем самым Харрис потерял возможность для назначения нового судебного разбирательства и отмены обвинительного приговора. Харрис снова заявил о своей невиновности и обвинил полицию штата и прокуратуру округа в очередных фальсификациях доказательств ДНК-тестирования. При поддержке своих адвокатов Харрис подал ходатайство, требуя чтобы Розмари Акилин назначила слушание, на котором Майкл Харрис и его адвокаты смогли бы допросить техников криминалистической лаборатории, которые работали над этим делом. Однако Розмари Акилин отклонила его ходатайство, заявив что не имеет на это полномочий, так как результаты ДНК-тестирования доказали причастность Харриса к совершению убийства Улы Керди.